# Artur Rasizadə
Artur Tahir oğlu Rasizadə (ur. 26 lutego 1935 w Gandży) – azerski polityk, premier Azerbejdżanu od 20 lipca 1996 do 4 sierpnia 2003 i ponownie od 4 listopada 2003 do 21 kwietnia 2018.

## Premier
Przez 7 lat sprawował urząd szefa rządu podczas prezydentury Heydəra Əliyeva, zrezygnował ze stanowiska ze względów zdrowotnych. Jego miejsce zajął wówczas syn prezydenta – İlham Əliyev. Ponownie został mianowany na stanowisko premiera po wygranych przez İlhama Əliyeva wyborach prezydenckich.
21 kwietnia 2018 nowym premierem został mianowany Novruz Məmmədov, dotychczasowy doradca prezydenta ds. zagranicznych.

## Odznaczenia
- Order Istigal (2006)[3][4]
- Order Şərəf (2010)[5][6]
- Order Şöhrət (2015)[7]
- Order Vətənə xidmətə görə I klasy (2020)[8]
- Nagroda Państwowa ZSRR (ZSRR, 1971)[9]
- Medal „Upamiętnienia 300-lecia Petersburga” (Rosja, 2003)[10]
- Order Przyjaźni Narodów (Białoruś, 2015)[11]